# Turkmenska köket
Turkmenska köket gäller den matkultur och de mattraditioner som finns i Turkmenistan. Köket delar mattraditioner med turkisk befolkning i övriga Centralasien.
En viktig basrätt är pilaff, plov som i Turkmenistan består av ris och fårkött som blandas med rotfrukter tillagas i en stor wokpanna.
Shashlyk är fårkött som kolgrillats och serveras med råa lökringar och bröd,pipioshka, som är ett slags naan-bröd.
Andra turkmenska specialiteter är manty, vilket är kryddade pastaknyten fyllda med kött. Chorpa, eller shorpa, är en köttsoppa med grönsaker. Ka'urma är en rätt med fårkött som friterats i sitt eget fett, och är utmärkande för Turkmenistan. Ishkiyklu är köttfyllda degbollar med lök och tillagas traditionellt i sand som värmts upp med eld. Pilav, eller plov är en populär rätt i de flesta centralasiatiska kök, som består fårkött, lök, morötter, rotfrukter, vitlök och ris.
Vid Kaspiska havet är fårköttet ofta ersatt med rätter på fisk och skaldjur.
Ryskinfluerad mat är tämligen vanlig i det turkmenska köket: borstj, det vill säga rödbetssoppa, entrecote, kotletter, köttbullar och strogan - en lokal variant av biff stroganoff. Piremeni är små kokta degknyten med kött och grönsaker, ibland serverade i en grönsakssoppa.

## Bröd
Naan, det centralasiatiska platta brödet, kallas lokalt çörek och serveras till de flesta måltiderna. Det tillagas i Turkmenistan traditionellt i tandoor-ugn. Bröd har ett stort symbolvärde i turkmensk kultur. Det anses ohyfsat att vara slarvig med brödet, eller att lägga det med den dekorerade sidan nedåt. Ýagly çörek (ungefär "oljigt bröd") är ett flagigt platt bröd som bakas på smör.

## Drycker och efterrätter
Grönt te är något av en nationaldryck bland heta drycker i Turkmenistan, och drick vid alla möjliga tillfällen. På turkmeniska kan chai (te) också betyda att inta en måltid eller sitta ner vid ett besök. I regionen Daşoguz dricks teet ofta på "kazak-vis" med mjölk, vilket döljer den salta smak som vattnet i regionen oftast har.
Till efterrätt serveras frukter som fikon, druvor och granatäpplen, som alla växer lokalt.

## Bildgalleri

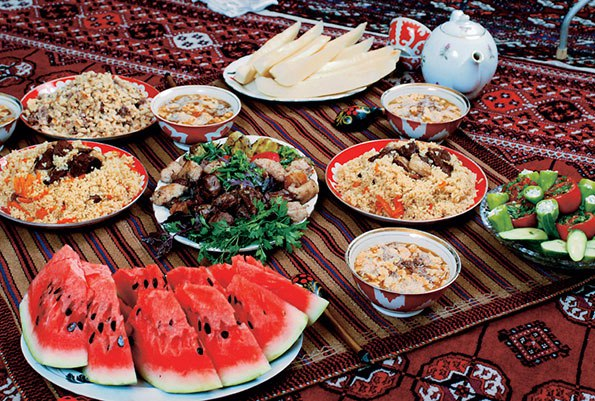
Rätter dukade på ett turkmeniskt matbord.
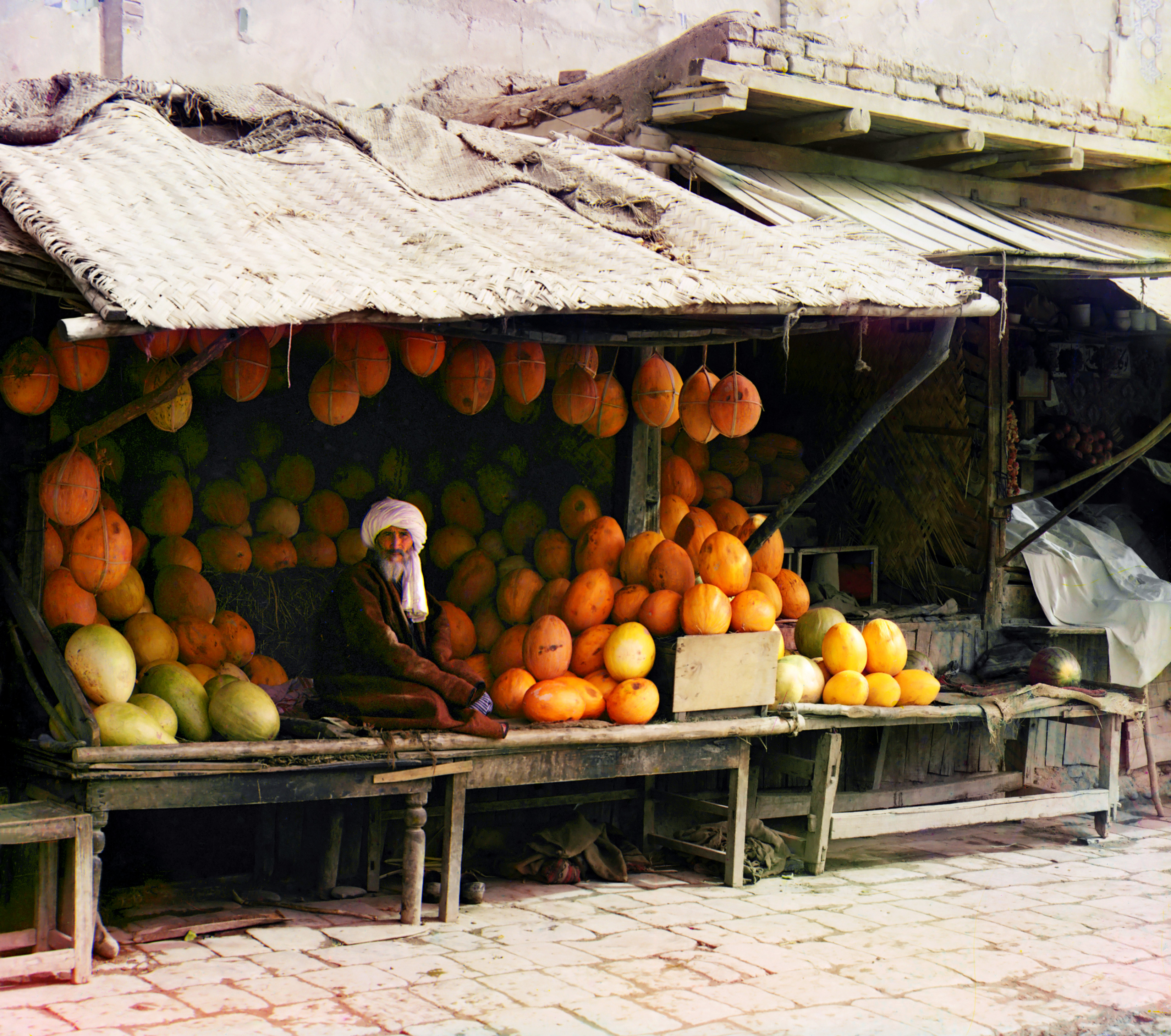
Melonförsäljning i Samarkand i den ryska västra delen av gamla Turkmenistan, 1905 - 1915.
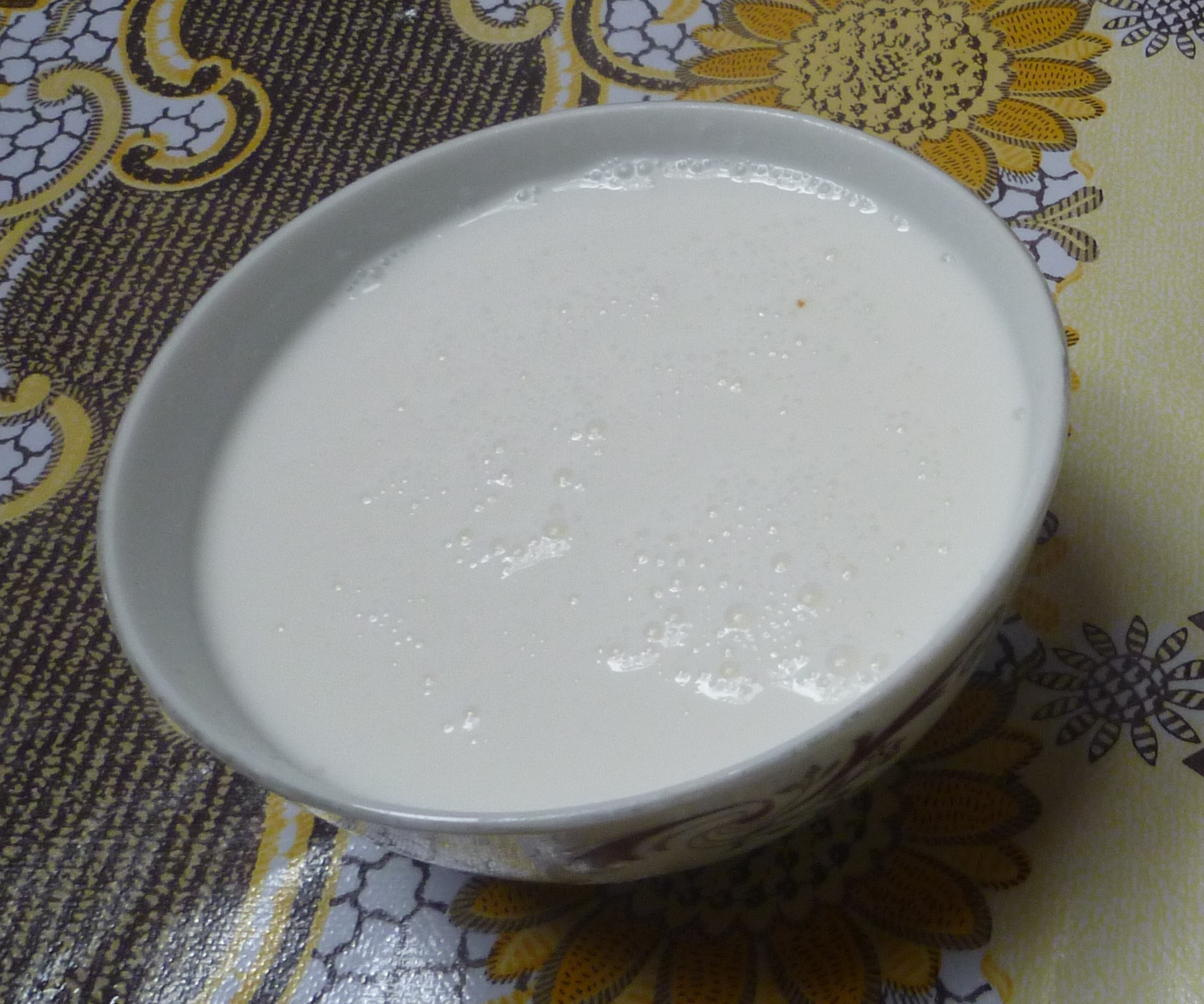
Shubat.
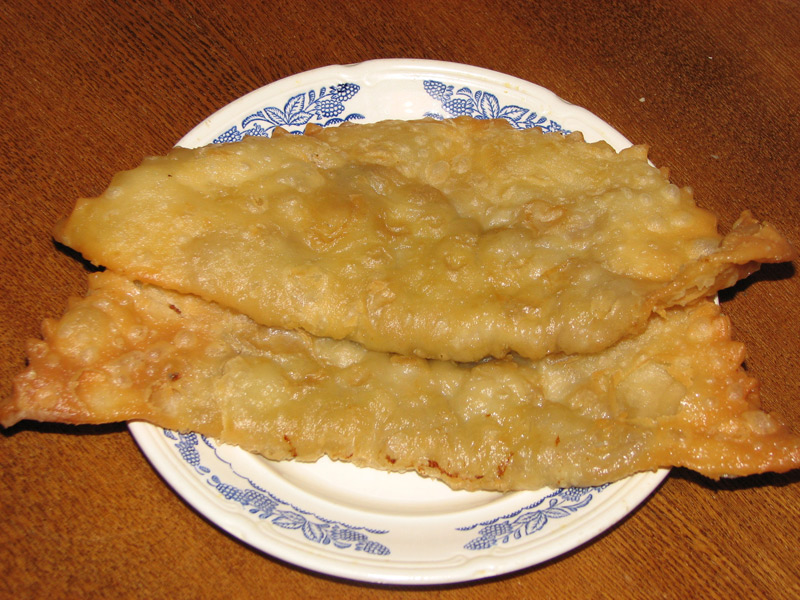
Burek.
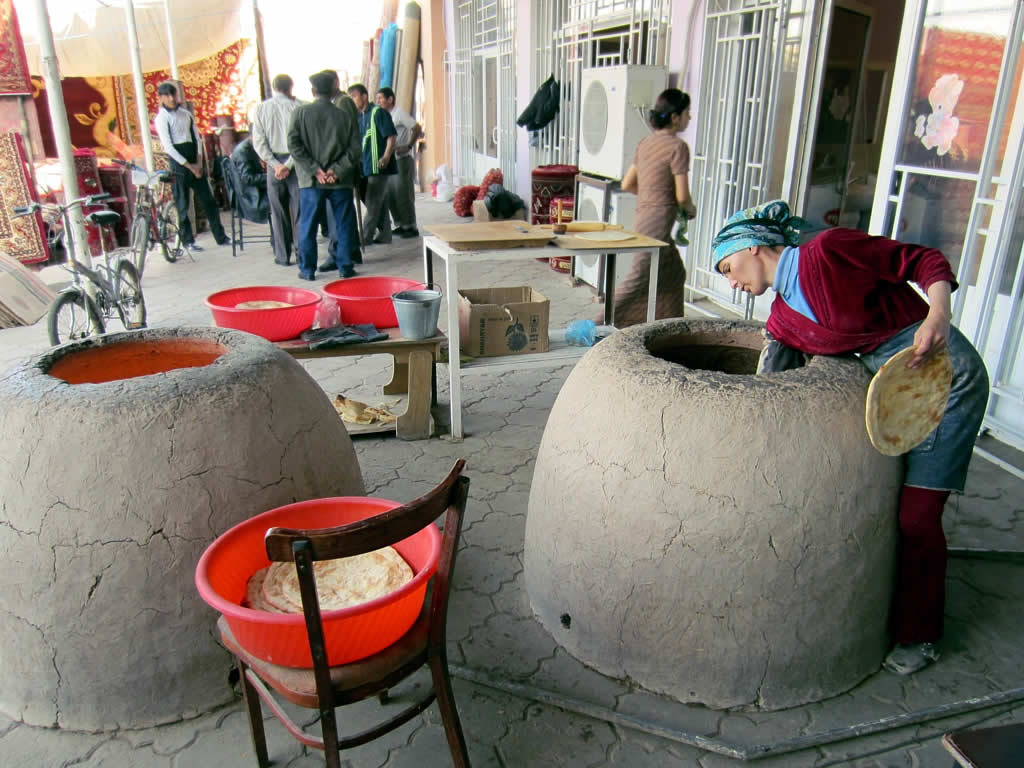
Brödbak vid en basar i Turkmenistan.